# Тавро ненависті
«Тавро ненависті» (англ. The Brand of Hate) — вестерн 1934 року режисера Льюїса Д. Коллінза. Головні ролі зіграли Боб Стіл, Люсіль Браун та Вільям Фарнум .

## У ролях
- Боб Стіл — Род Кемп
- Люсіль Браун — Марджі Ларкінс
- Вільям Фарнум — Джо Ларкінс
- Міккі Рентшлер — Бад Ларкінс
- Джордж «Габбі» Гейес — Білл Ларкінс
- Джеймс Флавін — Холт Ларкінс
- Арчі Рікс — Слім Ларкінс
- Чарльз К. Френч — містер Кемп
- Джек Роквелл — шериф Бейл
- Роуз Пламер — місіс Кемп
- Блеккі Уайтфорд — працівний на ранчо Кемпів
- Білл Паттон — працівний на ранчо Кемпів